# Antoine-Paul Le Gallois
Antoine-Paul Le Gallois est un moine bénédictin français de la Congrégation de Saint-Maur, né à Vire en 1640, mort au Mont-Saint-Michel le 5 novembre 1695.
Il prononça ses vœux de bénédictin en l'abbaye Saint-Remi de Reims le 28 mars 1662, âgé de 22 ans. Après avoir professé un temps la philosophie en l'abbaye Saint-Wandrille, il se fit prédicateur, et exerça cette activité avec grand succès dans les cathédrales de Rouen, Évreux, Bayeux, Tours, Vannes et Caen. En 1685, la faculté de théologie de cette dernière ville émit trois censures de propositions contenues dans ses sermons ; dom Le Gallois répondit par une série de textes imprimés en 1686. Il alla ensuite s'établir en Bretagne, où dom Maur Audren, prieur de l'abbaye Saint-Sauveur de Redon, fit appel à lui pour travailler à une nouvelle histoire de la province. Coordinateur d'un groupe chargé d'éplucher les chartriers de Dol-de-Bretagne et de l'abbaye du Mont-Saint-Michel, il mourut frappé d'apoplexie alors qu'il séjournait en ce dernier endroit.
Dom Le Gallois est l'auteur d'une Oraison funèbre de la reine Marie-Thérèse d'Autriche, qu'il prononça en 1683 en l'église de l'abbaye de Saint-Germain-des-Prés, rencontrant un grand succès, et qu'il fit imprimer ensuite, et d'un éloge funèbre du chancelier Le Tellier (en latin, également imprimé, 1685). L'Histoire de Bretagne à laquelle il a participé fut publiée par son collègue dom Lobineau, en deux volumes, en 1707. Au début du second volume figurent trois textes composés par dom Le Gallois : Éclaircissement sur la date du second voyage de saint Germain en Angleterre, Éclaircissement sur l'établissement de la religion chrétienne dans l'île de Bretagne et sur les premiers saints, Éclaircissement sur la date du concile de Vannes (de 465). Arthur de La Borderie a publié de lui une Réfutation de la fable de Conan Meriadec (tome XV des Mémoires de la Société archéologique d'Ille-et-Vilaine, 1881, et Rennes, Prost, 1902).